# Cupola Ferruccio Lamborghini
La Cupola Ferruccio Lamborghini, conosciuta anche come l'Attrezzeria, è un edificio industriale storico situato a Pieve di Cento, parte dell'ex complesso produttivo della Lamborghini Trattori. Costruita nel 1960, rappresenta l'unico edificio ancora esistente del vasto stabilimento originario ed è oggi considerata un esempio di archeologia industriale italiana.

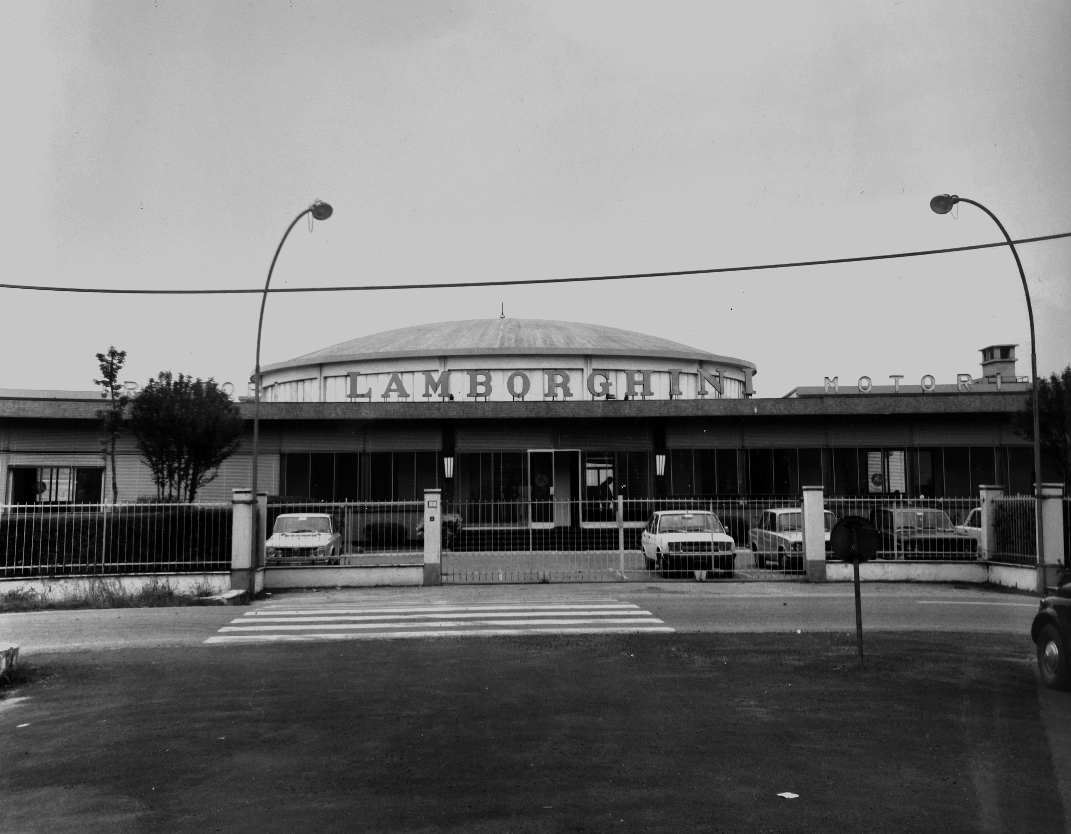
L'entrata dello stabilimento

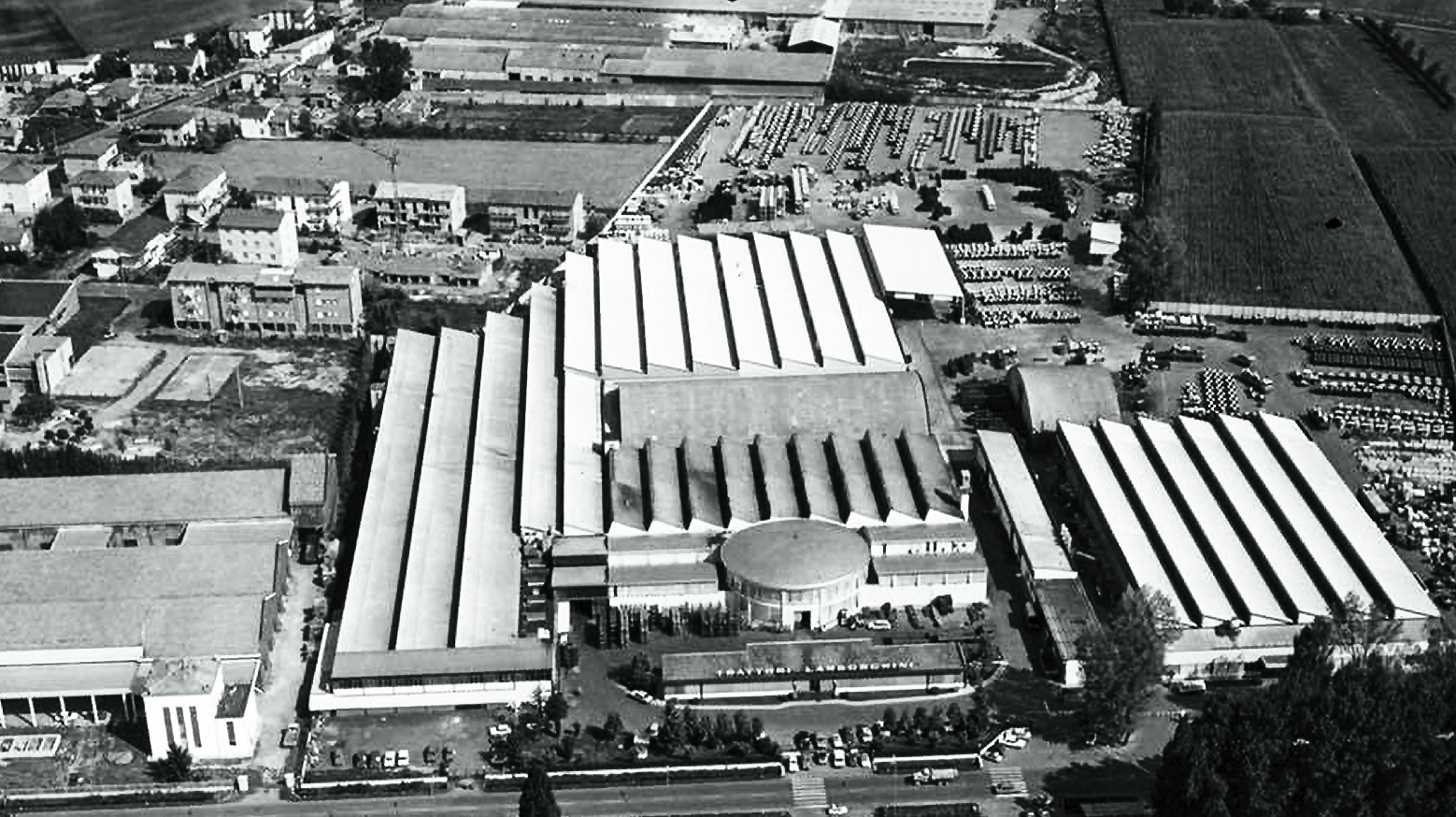
Lo stabilimento Lamborghini Trattori nel 1970, Al centro visibile la cupola

## Storia
La Cupola fu edificata nella primavera del 1960 in soli 160 giorni, dopo un viaggio negli Stati Uniti compiuto nel 1959 da Ferruccio Lamborghini, che trasse ispirazione dalla Ford Rotunda di Detroit e dal Campidoglio di Washington. L'edificio venne realizzato come parte del nuovo insediamento produttivo della Lamborghini Trattori, lungo la strada provinciale Bologna, su un'area complessiva di circa 97.000 metri quadrati.
Negli anni successivi, oltre alla produzione di trattori, lo stabilimento ospitò anche la realizzazione di bruciatori e condizionatori. La divisione dedicata ai bruciatori fu poi trasferita a Dosso, mentre il sito di Pieve di Cento fu progressivamente destinato alla sola produzione di mezzi agricoli.
Nel 1963 Lamborghini annunciò ai propri collaboratori l'intenzione di avviare anche la produzione di automobili, segnando l’inizio di un nuovo capitolo imprenditoriale. In quel periodo, l'azienda ottenne un'importante commessa dal governo della Bolivia, che portò a un temporaneo raddoppio della forza lavoro. Tuttavia, un colpo di stato nel Paese sudamericano causò la cancellazione dell’ordine, con conseguente accumulo di circa 5 000 trattori invenduti.
Nel 1971, grazie a una riorganizzazione interna e alla stabilizzazione finanziaria, Lamborghini riuscì a rilanciare lo stabilimento, che in breve tempo incrementò la propria capacità produttiva fino a raggiungere, negli anni successivi, un ritmo di 40 trattori al giorno, con un potenziale annuo di 40 000 unità.
Il primo piano della Cupola ospitava l'ufficio personale di Ferruccio Lamborghini, situato nell'ala sud-ovest dell'edificio.

### Importanza sociale e industriale
La Cupola fu considerata il centro operativo e simbolico dell’azienda. Per molti lavoratori rappresentava anche un importante luogo di aggregazione sociale. La presenza dello stabilimento contribuì in modo significativo allo sviluppo economico e occupazionale dell’area di Pieve di Cento e dei comuni limitrofi.
Nel corso degli anni 1960, Lamborghini Trattori si distinse anche per l’introduzione di soluzioni tecniche all'avanguardia, come il cambio sincronizzato di serie, e per l’ampliamento della propria gamma di prodotti, contribuendo alla sua affermazione nel panorama industriale italiano.

### Declino e conservazione
Nel 2006, gran parte dello stabilimento originario fu demolito. La Cupola fu l’unico edificio preservato, in quanto ritenuto di valore storico e architettonico. È stata successivamente restaurata e oggi costituisce una testimonianza significativa della storia industriale del territorio. Dichiarato edificio di interesse per la comunità.

### Produzione e modelli storici
Presso lo stabilimento di Pieve di Cento furono prodotti tutti i modelli di trattori Lamborghini fino ai primi anni Settanta. Tra questi si annoverano:
- DL e serie R/D, modelli storici della prima produzione.

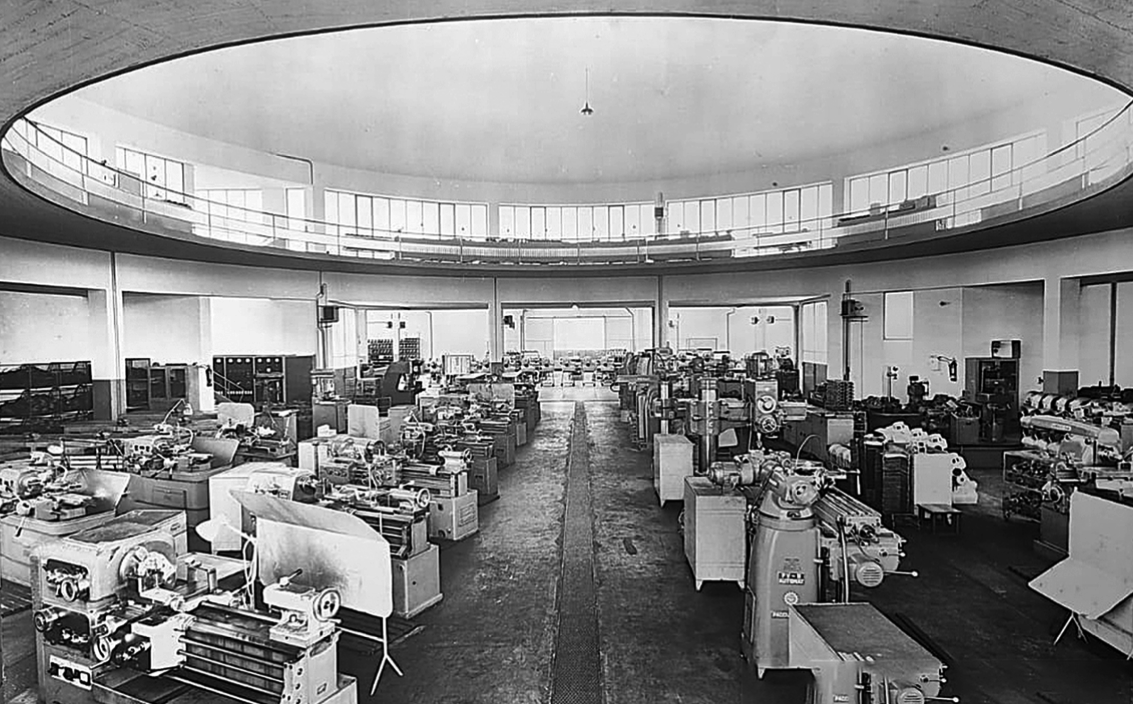
L'attrezzeria, interno della cupola 1966

- R 226 (1967–1969): trattore bicilindrico a raffreddamento a liquido, di cui furono realizzati circa 205 esemplari.L'attrezzeria, interno della cupola 1966R6110DT: prototipo del primo trattore Lamborghini con motore a sei cilindri. Fu presentato nel 1970 al Salon International de la Mécanisation Agricole di Parigi e successivamente alla Fiera dell’Agricoltura di Verona (1971), nonché in una dimostrazione a Pieve di Cento. Ne furono prodotti tre prototipi (due 2RM e un DT); l’esemplare DT è l’unico sopravvissuto. Non fu mai avviata la produzione in serie.

### Caratteristiche distintive
A partire dalla fine degli anni Sessanta, i trattori Lamborghini si caratterizzarono per una nuova livrea in bianco e blu, introdotta con il modello R 226. Tale colorazione divenne uno degli elementi distintivi del marchio, insieme alla scritta “Lamborghini” sui lati e frontalmente e al celebre logo del toro sul cofano. Nei modelli successivi comparvero anche bandiere blu e azzurre, simbolo del raffreddamento a liquido dei motori.

## Lista dei modelli costruiti nello stabilimento di Pieve di Cento
dal 1967 al 1973
- 1967: 340 C, 340 R DT, 340 R DTF, 340 R DTS, 350 LL, 355 R, 355 R DT, 355 RF, C 340 S, C 350, C L 350
- 1968: 2 R S, 360 R DT, 6 R DT, R 340 N, R 360, R 470, R 470 DT, C 340 LL, C 452
- 1969: R 360 DT F, R 470 F, R 480, R 480 DT
- 1970: 230 LL, 240 R, 240 R DT, C 356 L, R 350, R 350 DT, R 365, R 365 DT, R 475, R 475 DT, R 485, R 485 DT
- 1971: 230 S A, C 240, C 503
- 1972: C 345, R 235, R 235 DT, R 235 DTS, R 235 S, R 347, R 347 DT, R 356, R 365 FC, 352 L
- 1973: C 403 S, C 503, R 503 DT, R 503 DT S, R 603 DT, R 704 DT, R 804 DT